# Criminal
„Criminal“ је песма америчке певачице Бритни Спирс. Издата је 9. септембра 2011. године, као четврти сингл са албума Femme Fatale.